# Рідлін (Айова)
Рідлін (англ. Readlyn) — місто (англ. city) в США, в окрузі Бремер штату Айова. Населення — 845 осіб (2020).

## Географія
Рідлін розташований за координатами 42°42′14″ пн. ш. 92°13′30″ зх. д. / 42.70389° пн. ш. 92.22500° зх. д. (42.703769, -92.225022).  За даними Бюро перепису населення США в 2010 році місто мало площу 0,85 км², уся площа — суходіл.

## Демографія
Згідно з переписом 2010 року, у місті мешкало 808 осіб у 338 домогосподарствах у складі 222 родин. Густота населення становила 949 осіб/км².  Було 346 помешкань (407/км²).
Расовий склад населення:
| - 98,0 % — білих - 0,5 % — чорних або афроамериканців - 0,5 % — азіатів - 0,1 % — корінних американців |

До двох чи більше рас належало 0,2 %. Частка іспаномовних становила 1,2 % від усіх жителів.
За віковим діапазоном населення розподілялося таким чином: 28,1 % — особи молодші 18 років, 55,2 % — особи у віці 18—64 років, 16,7 % — особи у віці 65 років та старші. Медіана віку мешканця становила 37,8 року. На 100 осіб жіночої статі у місті припадало 92,4 чоловіків;  на 100 жінок у віці від 18 років та старших — 84,4 чоловіків також старших 18 років.
Середній дохід на одне домашнє господарство  становив 64 137 доларів США (медіана — 59 750), а середній дохід на одну сім'ю — 74 318 доларів (медіана — 72 250). За межею бідності перебувало 4,5 % осіб, у тому числі 7,0 % дітей у віці до 18 років та 8,6 % осіб у віці 65 років та старших.
Цивільне працевлаштоване населення становило 448 осіб. Основні галузі зайнятості: виробництво — 26,8 %, освіта, охорона здоров'я та соціальна допомога — 17,6 %, будівництво — 10,0 %, фінанси, страхування та нерухомість — 8,3 %.